# تاريخ اليهود في بولندا
 تاريخ اليهود في بولندا  يعود إلى أكثر من 800 سنة. لعدة قرون، ;كانت بولندا موطنا لأكبر وأهم تجمع للبيت اليهودي في العالم. كانت بولندا مركزا للثقافة اليهودية وذلك بفضل فترة طويلة من التسامح الديني التشريعي و الحكم الذاتي الاجتماعي.
انتهت هذه مع تقاسم بولندا والذي بدأفي عام 1772، على وجه الخصوص، مع التمييز وإضهاد اليهود في الإمبراطورية الروسية. خلال الحرب العالمية الثانية كان هناك إبادة جماعية شبه كاملة أدت إلى تدمير المجتمع اليهودي البولندي في ألمانيا النازية، خلال الاحتلال الألمانى لبولندا 1939-1945 والتي تلت المحرقة. منذ سقوط الشيوعية كان هناك التاريخ اليهودي الإحياء اليهودى في بولندا 1989 إلى الوقت الحاضر، والتي تميزت بمهرجان الثقافة اليهودي السنوي، وبرامج الدراسة الجديدة في المدارس الثانوية والجامعات البولندية، والعمل من المعابد مثل كنيس نوزايك، ومتحف تاريخ اليهود البولنديين.
منذ تأسيس مملكة بولندا (1025-1385) في 1025 وحتى السنوات الأولى من الكومنولث البولندي اللتواني أنشئت في 1569، كانت بولندا البلد الأكثر تسامحا في أوروبا. مع ضعف الكومنولث وتنامى الصراع الديني (بسبب الإصلاح البروتستانتي والكاثوليكية مكافحة الإصلاح)، تعصب ديني تقلبدى في بولندا e بدأت في طريقها إلى الزوال من القرن ال17 وما بعده. بعد تقسيم بولندا في عام 1795 وتدمير بولندا باعتبارها دولة ذات سيادة، كان اليهود البولنديين يخضعون لقوانين قوى التقسيم، والمعادية للسامية على نحو متزايد في الإمبراطورية الروسية, طالما كانت المجر النمساوية و مملكة بروسيا (في وقت لاحق جزءا من الإمبراطورية الألمانية). إستمرتا إلى وقت لاحق حتى استعادة بولندا استقلالها في أعقاب الحرب العالمية الأولى، وكانت مركز العالم اليهودي الأوروبي مع واحدة من أكبر الجاليات اليهودية في العالم لأكثر من 3 ملايين نسمة. معاداة السامية مع ذلك، ظلت في كل من المؤسسة السياسية ومن عموم السكان، خطرا شائعا في جميع أنحاء أوروبا، وكانت مشكلة متزايدة. .
في بداية الحرب العالمية الثانية، تم تقسيم بولندا بين ألمانيا النازية والاتحاد السوفيتي (انظر الاتفاق الألماني السوفييتي). أسفرت الحرب عن مقتل خمس السكان البولنديين، مع 90٪ أو حوالي 3 ملايين يهودى بولندى قتلوا مع ما يقرب من 3 ملايين من البولنديين غير اليهود
وعلى الرغم من أن المحرقة قد حدثت إلى حد كبير في بولندا الألمانية المحتلة، فقد كان هناك تعاون كبير مع النازيين من قبل مواطنيها. وقد وصف التعاون من قبل البولنديين أنه كان فرديا كما كان أصغر مما كان عليه في البلدان المحتلة الأخرى. إحصاءات لجنة جرائم الحرب الإسرائيلية تشير إلى أن أقل من 0.1٪ من غير اليهود البولنديين قد تعاونوا مع النازيين. أمثلة من مواقف غير اليهود البولنديين تجاه الفظائع الألمانية تختلف على نطاق واسع، من إنقاذ اليهود البولنديين خلال المحرقة، والرفض السلبي للإبلاغ عنها.مما أدى إلى اللامبالاة والابتزاز، وفي الحالات القصوى، والمشاركة في مذابح مثل مذبحة جدوابن. مرتبة حسب الجنسية وقد كان البولنديين يمثلون أكبر عدد من الأشخاص الذين تم بواسطتهم إنقاذ اليهود خلال المحرقة.

## التاريخ المبكر وحتى العصر الذهبي: 966 – 1572

### التاريخ المبكر: 966 – 1385
كان اليهود الأوائل الذين زاروا بولندا من التجار، وسعوا بشكل أساسي للحصول على العبيد وبيعهم للمسلمين، بينما بدأت المستوطنات الدائمة تتشكل خلال الغزوات الصليبية. عبر التجار اليهود، المعروفون باسم يهود الرذينة، منطقة سيليزيا عبر الطرق التجارية المؤدية إلى كييف وبخارى. كان إبراهيم بن يعقوب أحد التجار اليهود والدبلوماسيون المور، ولد في مدينة طرطوشة في الأندلس الإسبانية، وكان أول مؤرخ يذكر دولة بولندا التي حكمها حينها الأمير ميشكو الأول. في صيف عام 965 أو عام 966، أجرى إبراهيم بن يعقوب رحلة دبلوماسية وتجارية من توليدو في إسبانيا الإسلامية إلى الإمبراطورية الرومانية المقدسة والدول السلافية. جاء أول ذكر لليهود في بولندا في القرن الحادي عشر. يبدو أن اليهود كانوا وقتها يعيشون في غنيزنو، والتي كانت عاصمة مملكة بولندا خلال حكم آل بياست. كان اليهود الذين طُردوا من براغ من أوائل اليهود الذين قدموا إلى بولندا. أما أول مجتمع يهودي في بولندا، فجاء ذكره في العام 1085 على يد المؤرخ اليهودي يهودا ها–كوهين في مدينة برزيميسل.
في مناطق أخرى من وسط وشرق أوروبا، كان نشاط اليهود الرئيس في بولندا خلال العصور الوسطى هو الاقتصاد والتجارة، ويشمل ذلك تصدير واستيراد البضائع مثل الثياب والكتان والفراء والجلود والأدوات المعدنية والعبيد.
وقعت أول هجرة كثيفة لليهود من أوروبا الغربية إلى بولندا أثناء أول حملة صليبية عام 1098. تحت حكم بوليسواف الثالث (1102–1139)، دفع النظام الحاكم المتسامح دينيًا اليهود إلى الاستقرار في بولندا، واستقرت مجتمعات اليهود في مناطق وصلت إلى الحدود الليتوانية وحتى كييف. اعترف بوليسواف الثالث بفائدة اليهود في تطوير المصالح الاقتصادية لبلده. أصبح اليهود العمود الفقري للاقتصاد البولندي. وظّف ميشكو الثالث اليهود في دار سك النقود خاصته، فعملوا نقاشين ومشرفين تقنيين، حتى أن العملات المعدنية التي سُكت في تلك الفترة حملت علامات عبرية. عمل اليهود بتفويض في دار سك النقود لعددٍ من الأمراء البولنديين المعاصرين، مثل كاجيمير الثاني وبوليسواف الأول الطويل وفواديسواف الثالث. تمتع اليهود بالسلام والازدهار اللذين هيمنا على الكثير من إمارات بولندا حتى قُسمت البلاد لاحقًا، فشكلوا الطبقة الوسطى في البلد بينما كانت غالبية الشعب تتألف من ملاك الأراضي (الذين شكلوا لاحقًا طبقة الزلاتشتا، أو طبقة النبلاء البولندية الفريدة) والقرويين، وكان لليهود دور كبير في الترويج للمصالح الاقتصادية للبلد.
كان قانون ماغديبورغ أحد العوامل التي دفعت اليهود للهجرة إلى بولندا، وهو قانون خصص لليهود، وغيرهم من الفئات، يمنحهم حقوقًا وامتيازات خاصة في بولندا. فعلى سبيل المثال، بإمكانهم تحديد جيرانهم ومنافسيهم الاقتصاديين والاحتكار. كان ذلك القانون مغريًا جدًا بالنسبة لليهود، ما دفع المجتمعات اليهودية إلى الانتقال إلى بولندا.
يعود أول ذكر للمستوطنين اليهود في بوتسك إلى عام 1237، وفي كاليش إلى عام 1287، وفي شارع جودوفسكا في كراكوف إلى عام 1304.
تغير الوضع المتسامح تدريجيًا على يد الكنيسة الكاثوليكية من جهة، ومن طرف الدويلات الألمانية المجاورة من جهة أخرى. لكن بعض الأمراء الذين حكموا أعلنوا أنفسهم حماة للسكان اليهود، فاعتبر هؤلاء الأمراء أن وجود اليهود على أراضيهم أمر مرغوب طالما استمر التطور والنمو الاقتصادي للبلد. من أبرز هؤلاء الأمراء هو بوليسواف التقيّ دوق كاليش، أمير بولندا الكبرى. أصدر الأمير عام 1264 ميثاق الحريات اليهودية العام بعدما نال رضا ممثلي اليهود والمسؤولين الكبار، وعُرف هذا الميثاق بقانون كاليش، ومُنح اليهود من خلاله حرية العبادة والتجارة والترحال. مُنحت امتيازات مشابهة ليهود سيليزيا من طرف الأمراء المحليين، مثل الأمير هنري بروبوس أمير فروسواف بين عامي 1273–90 وهنري أمير غلوغوف عام 1274 وهنري أمير لينيتسا بين عامي 1290–95 وبولكو أمير لينيتسا وفروسواف عام 1295. حاول الأمير بوليسواف أمير كاليش في الفقرة 31 من privilegium كبح جماح الكنيسة الكاثوليكية ومنعها من إعلان ونشر كذبة فرية الدم ضد اليهود، وجاء فيها: «اتهام اليهود بشرب الدماء المسيحية أمر ممنوع. إذا اتُهم يهودي بقتل طفل مسيحي، فلا تسقط التهمة إلا بشهادة 3 مسيحيين و3 يهود».
خلال الأعوام المئة التالية، حرضت الكنيسة على مزيدٍ من الاضطهاد ضد اليهود، بينما حاول حكام بولندا حمايتهم. فصلت مجالس فروسواف (1267) وبودا (1279) ووجتسا (1285) اليهود، وفرضت عليهم ارتداء شعار خاص، ومنعتهم من شغل وظائف يكون لهم فيها سلطة على المسيحيين، ومنعتهم أيضًا من بناء أكثر من دار عبادة واحد في كل بلدة. على أي حال، تطلبت تلك القرارات الكنسية تعاون الأمراء البولنديين من أجل تطبيقها، لكن الكنيسة لم تحصل على الدعم عمومًا بسبب الأرباح التي حققها النشاط الاقتصادي اليهودي، والتي صبت في مصلحة الأمراء.
في عام 1332، وسّع الملك كاجيمير الثالث الأعظم (1303–1370) وكبّر ميثاق بوليسواف القديم عبر إضافة قوانين فيشليتسكي. خلال عهد كاجيمير الثالث، توجه عدد هائل من اليهود شرقًا إلى بولندا والمستوطنات البولندية التي أُسست في لفوف (1356) وساندوميرش (1367) وكاجيميرش قرب كراكوف (1386). كان كاجيمير محبًا لليهود، واعتُبر عهده فترة ازدهار كبرى بالنسبة لليهود البولنديين، ولُقب من طرف معاصريه بـ «ملك العبيد واليهود»، ووفقًا للأسطورة، كان لكاجيمير عشيقة يهودية اسمها إستيركا من أوبوتشنو. منع الملك اختطاف الأطفال اليهود بهدف إجبارهم على التحول للمسيحية وتعميدهم، تحت عقوبة الإعدام. أنزل كاجيمير عقوبات شديدة على من ينتهك ويدنس المقابر اليهودية. بينما استمتع اليهود بالأمن في بولندا خلال فترة طويلة من عهد كاجيمير، خضعوا في نهاية عهده إلى اضطهاد جراء تفشي الطاعون أو الموت الأسود. في عام 1348، سُجل أول اتهام بفرية الدم تجاه اليهود في بولندا، وفي عام 1367، وقعت أول مذبحة بحق اليهود في بوزنان. مقارنة مع الدمار الوحشي الذي حلّ باليهود في أوروبا الغربية، لم يكن وضع يهود بولندا سيئًا، فهاجرت الجماعات اليهودية من ألمانيا إلى المدن الأكثر ترحيبًا في بولندا.

### الحقبة الياغيلونية المبكرة: 1385–1505
إثر زواج فواديسواف الثاني (يوغيلا) بيادفيغا ابنة لويس الأول ملك هنغاريا، اتحدت ليتوانيا مع مملكة بولندا. بين عامي 1388 و1389، مُنحت امتيازات واسعة ليهود ليتوانيا، من بينها الحرية الدينية والتجارة بناء على شروط مكافئة لشروط التجارة لدى المسيحيين. خلال عهد فواديسواف الثاني، تزايد تعداد اليهود البولنديين، وازدهرت حياتهم أيضًا. لكن الاضطهاد الديني تزايد بشكل تدريجي، فحاول الإكليروس الدوغمائي تخفيض التسامح الرسمي تجاه اليهود، بضغط من مجلس كونستانس. في عام 1349، وقعت عدة مذابح في عدد من بلدات سيليزيا. اتهم عدد من الكهنة اليهودَ بفرية الدم، فاندلعت أعمال شغب جديدة ضد اليهود في بوزنان عام 1399. أدت اتهامات أخرى بفرية الدم حرضها قس متشدد إلى أعمال شغب في كراكوف عام 1407، لكن الحرس الملكي سارع إلى النجدة. أدت الهيستيريا الناجمة عن الطاعون (الموت الأسود) إلى اندلاع أعمال عنف إضافية ضد اليهود في القرن الرابع عشر، في كاليش وكراكوف وبوخنيا. دعم التجار والحرفيون، الذين حسدوا ازدهار اليهود وخافوا من المنافسة، تلك الاعتداءات.